# Polititorvet
Polititorvet er en vej i Indre By (København), som har sit navn fra Københavns Politigård, der dominerer pladsen, hvor Niels Brocks Gade, Hambrosgade og Mitchellsgade mødes.

## Fra havn til byrum
Tidligere var området præget af tømmerpladser, kullagre og et mindre havnebassin. I begyndelsen af 1900-tallet blev havnen fyldt op som led i en større byudviklingsplan.

## Byggeri på opfyldt havbund
Da jorden oprindeligt var opfyldt havbund, måtte der bruges lange jernbetonpæle til at stabilisere underlaget for byggerierne – heriblandt Politigården.

## Den første bygning på torvet
Den første bygning, der blev opført på Polititorvet, var hovedsædet for Arbejdsgivernes Ulykkesforsikring, tegnet af arkitekt Knud Arne Petersen og opført i 1913-1914. I dag huser bygningen Rigspolitichefens kontor.